# إيمانويل جيسي
ايمانويل جيسي (بالإيطالية: Emmanuel Gyasi)‏ هو لاعب كرة قدم إيطالي في مركز الهجوم، ولد في 11 يناير 1994 في باليرمو في إيطاليا. لعب مع نادي سبيزيا ونادي مانتوفا.

## وصلات خارجية
- ايمانويل جيسي على موقع قاعدة بيانات كرة القدم.إي يو (الإنجليزية)
- ايمانويل جيسي على موقع ناشيونال فوتبول تيمز (الإنجليزية)
- ايمانويل جيسي على موقع Soccerway.com (الإنجليزية)
- ايمانويل جيسي على موقع عالم كرة القدم.نت (الإنجليزية)